# 陈睿 (1978年)
陈睿（1978年1月23日—），男，四川成都人，中国企业家、IT业者，曾长期在金山软件任职，现任bilibili董事长。

## 生平
陈睿，1978年生于四川成都，父母为三线建设移民。毕业于成都信息工程大学。2001年，陈睿进入金山公司，负责金山毒霸杀毒引擎工作，2006年担任金山毒霸事业部总经理。2008年，陈睿离开金山，创立“贝壳安全”（中国首个云安全厂商）。2010年，贝壳安全被金山并购，陈睿再次重返老东家，并成为金山网络（现猎豹移动）联合创始人。
2011年，陈睿作为天使投资人投资了bilibili，并一直担任bilibili的业务顾问。2014年猎豹移动IPO后正式跳槽bilibili，成为合伙人，并担任bilibili董事长至今。
2021年12月，被上海交通大学媒体与传播学院聘请为兼职教授。
2025年8月25日，陳睿卸任上海寬娛數碼科技有限公司、幻電科技（上海）有限公司，法定代表人、執行董事職務。

## 轶事
陈睿本人为资深ACG爱好者，其社交媒体头像为《我的妹妹不可能这么可爱》中的高坂桐乃，也是bilibili前21万名用户之一。
陈睿的簽名因本人筆跡原因，被B站用戶戲稱為「已婚」。
陈睿被中国大陆网民称为“叔叔”，这与陈睿从徐逸手中接过B站经营权有关。
2016年，陈睿在知乎回答一则有关B站出现贴片广告的问题时表示“b站未来有可能会倒闭，但绝不会变质”。但随着B站的商业化色彩渐浓，这句话也被用来调侃B站。
2020年5月4日，陈睿在《后浪》视频下留言，随即被一名ID为“蒙古上单”的bilibili用户以侮辱性语言回复，从此“蒙古上单”相关梗就被一些网民用于发泄对B站的不满。